# سايوز 30

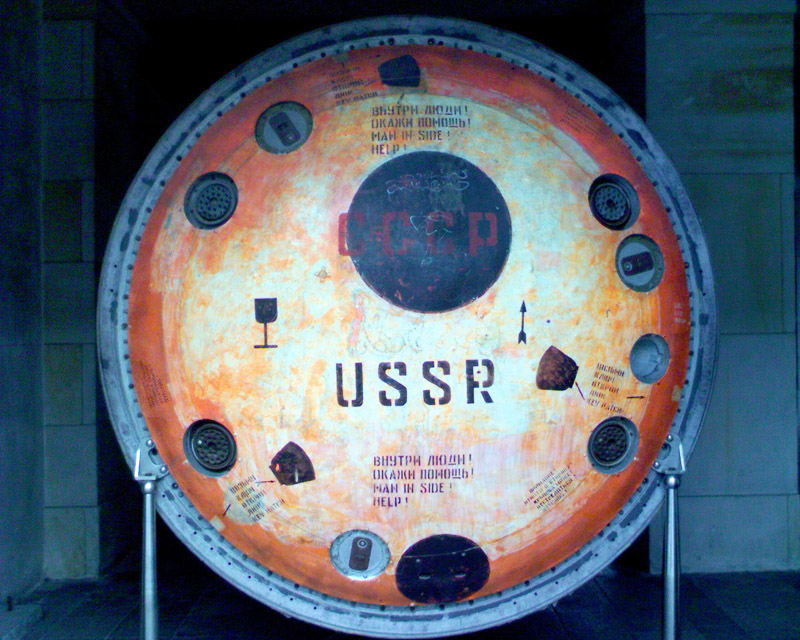
الكبسولة

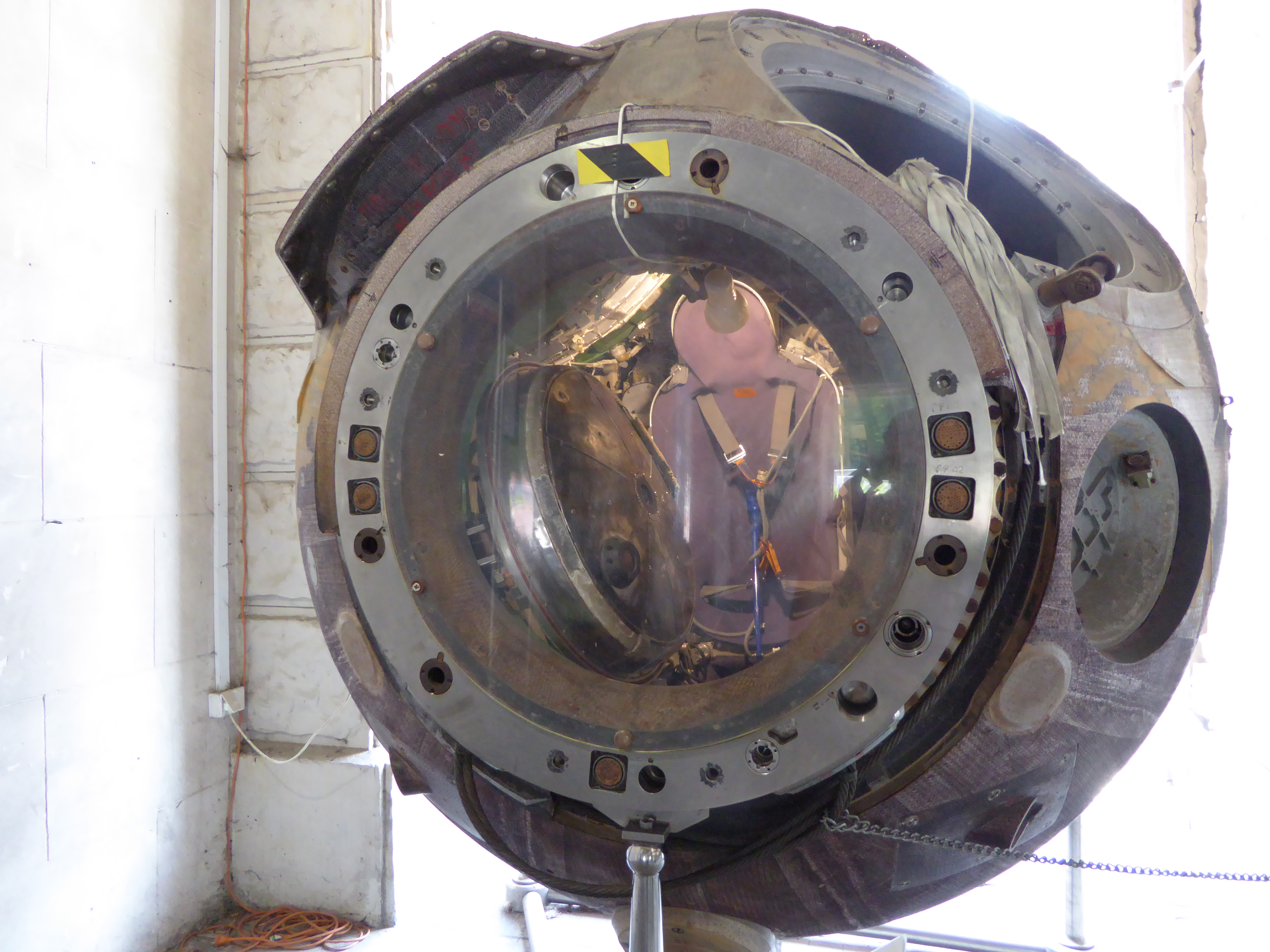
الكبسولة التي عادت بها بعثة سويوز 30 إلى الأرض. معروضة الآن في متحف الجيش البولندي في وارسو

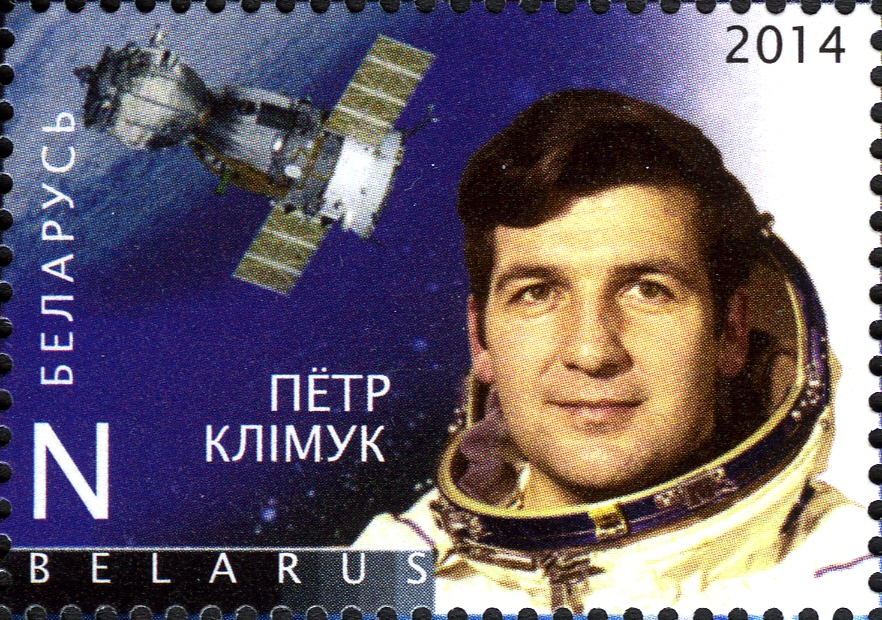
رائد الفضاء بيوتر كليماك، أحد طاقم البعثة

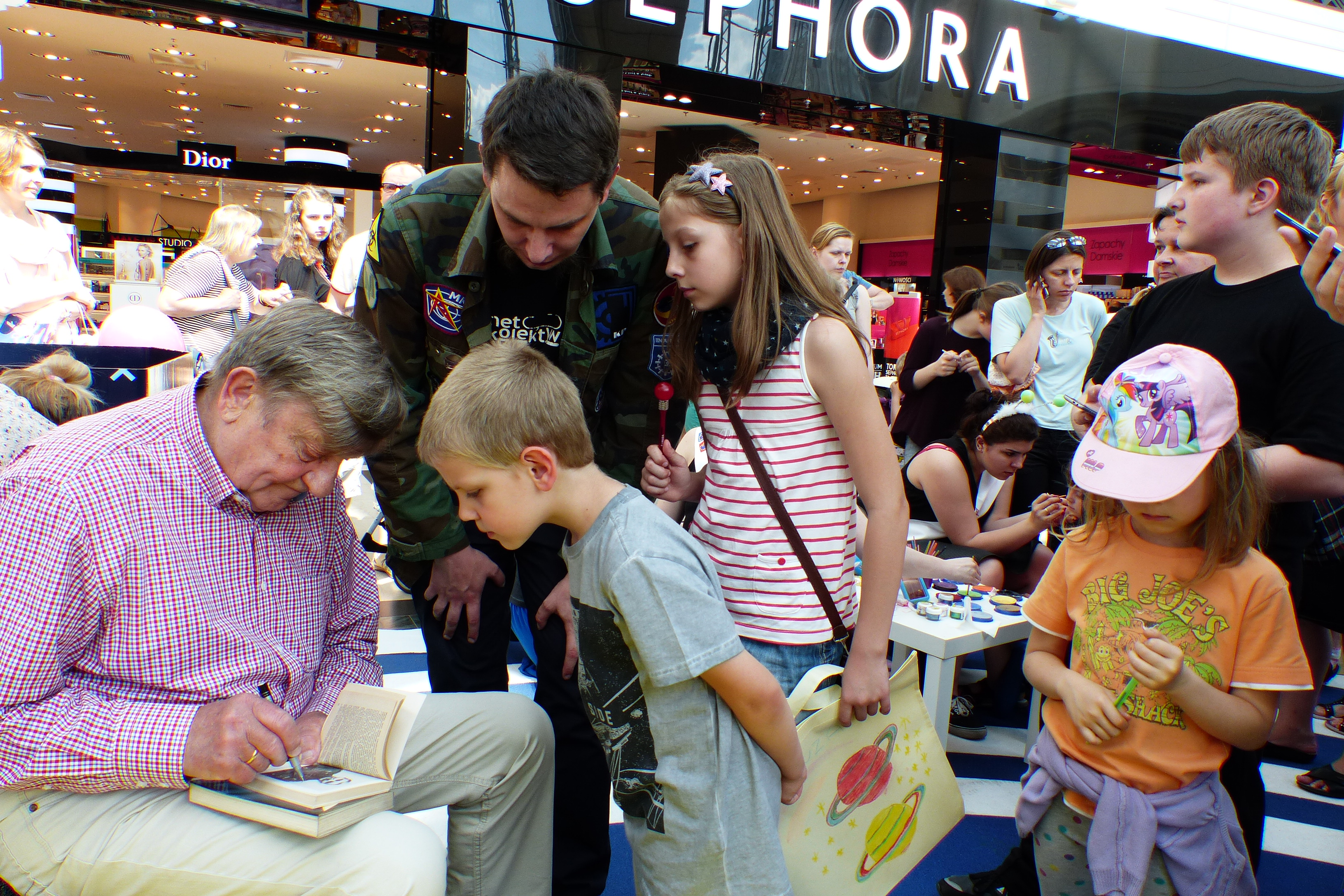
ميروسلاو هيرماسويزكي، أول رائد فضاء بولندي في عام 2016

سويوز 30 (الروسية: Союз 30)، وتعني اتحاد 30، بعثة فضائية سوفيتية محموله برواد الفضاء انطلقت في عام 1978 إلى محطة الفضاء الروسية سالوت 6. إحتلت البعثة المركز السادس من حيث الإطلاق وخامس بعثة تنجح في الالتحام بمركبة دواره. كان طاقم البعثة هم أول زوار لبعثة سويوز 29 المقيمه في الفضاء لفترة طويلة.
طاقم البعثة هم بيوتر كليماك وميروسلاو هيرماسويزكي، أول رائد فضاء بولندي يخرج خارج المجال الأرضي.

## الطاقم
| المنصب             | رائد الفضاء          | عدد البعثات      | الجنسية |
| ------------------ | -------------------- | ---------------- | ------- |
| القائد             | بيوتر كليماك         | الثالثة والأخيرة | روسي    |
| المسئول عن الأبحاث | ميروسلاو هيرماسويزكي | البعثة الوحيدة   | بولندي  |

### الطاقم الإحتياطي
| المنصب       | رائد الفضاء     | عدد البعثات | الجنسية |
| ------------ | --------------- | ----------- | ------- |
| القائد       | فاليري كوباسوف  | -           | روسي    |
| مهندس البعثة | زينون يانكوفسكي | -           | بولندي  |

## أرقام عن البعثة
- الكتلة: 6,800 كجم (15,000 باوند)
- الحضيض القمري: 197.6 كم (122.8 ميل)
- القبا: 261.3 كم (162.4 ميل)
- زاوية الميلان: 51.66°
- المدة: 88.83 دقيقة

## البعثة
تم إطلاق بعثة الالتحام الثانية في 27 يونيو 1978 إلى محطة الفضاء الروسية «سالوت 6»، إلتحمت السفينتين معا في 29 يونيو. تمت تحية وتكريم كليماك وماسوزيزكي من قبل فلاديمير كوفاليونيك وإلكسندر إيفانشيكوف، قائد الطاقم الذي ظل في الفضاء لمدة 12 يوم. وللمرة الثالثة، حمل معمل السفينة أربع أشخاص.
تم تحديد أنشطة لطاقم بعثه سويوز 30 لتكون على قدر الإمكان بعيدة وغير متداخلة مع تجارب وأنشطه بعثه سويوز 29. ففي أيام راحه طاقم بعثة سويوز 29، كان ذلك هو الوقت الأمثل لطاقم سويوز 30 ليجروا اختباراتهم وتجاربهم. لا داعي للذكر أن هيرماسويزكي قام بالعديد من التجارب والأبحاث لعل من أهمهم إنتاج 47 جرام من الكادميوم التيلوريوم الزئبق شبة موصل يستخدم في البحث عن الأشعة تحت الحمراء على متن السفينة. كانت النتيجة عظيمة فوصلت الكفاءة إلى 50% مقابل 15% من الإنتاج الذي تم الوصول إليه على سطح الأرض.
مثله مثل باقي الطواقم العالمية، تدرب طاقم بعثة سويوز 29 على أعلى مستوى في استخدام كاميرا MKF-6M. تدربوا أيضا على قيادة طائرة توبوليف تي يو 134 على ارتفاع 10 كم في محاولة لتقليد الظروف البيئة على المحطة. قام هيرماسويزكي بتصوير بولندا، حيث إلتقط العديد من الصور على الرغم من سوء الأحوال الجوية في بولندا أعاق عملية التقاط الصور. كما قاموا بتصوير فيلم عن الشفق القطبي.
شارك هيرماسويكي في التجارب والاختبارات الطبية التي تقيس على سبيل المثال سعه احتواء الرئة، نبضات القلب أثناء التمرين في بدلة ضغط. لم يتشارك الطاقم الرباعي إلا في تجربة واحدة طوال فترة بقائهم على متن المحطة وهي تجربة «سماك» اختبار تذوق يهدف إلى إيجاد سبب في أن بعض الطعام كان أقل قبولا في حالة انعدام الوزن.
مع بداية يوم 5 يوليو حزم طاقم البعثة تجاربهم وأدواتهم وعادوا إلى الصاروخ الذي سيعيدهم مرة أخرى إلى الأرض. هبطت البعثة في أمن في محطة روستوف غرب أستانة، عاصمة كازخستان بحوالي 300 كم.

## وصلات خارجية
بيوتر كليماك
- Pyotr Klimuk
- Biographies of USSR / Russian Cosmonauts: Klimuk

ميروسلاو هيرماسويزكي
- Official Website (Polish)
- Spacefacts biography of Mirosław Hermaszewski

فيدوهات
- سويوز 30- بولندا
- بعثة سويوز 30 داخل محطة الفضاء الروسية سالوت 6